# 瓦隆旗

瓦隆旗

瓦隆旗是比利時瓦隆大区和法语社群的旗幟，又稱公雞旗。瓦隆旗為黃底，中間有一隻紅色公雞圖案。旗幟設計於1913年。1991年，比利时法语社群同意瓦隆旗成為社群象徵。1998年，瓦隆旗正式在法律上成為瓦隆大区的象徵。